# Himantolophus cornifer
Himantolophus cornifer is een  straalvinnige vissensoort uit de familie van voetbalvissen (Himantolophidae). De wetenschappelijke naam van de soort is voor het eerst geldig gepubliceerd in 1988 door Bertelsen & Krefft.
De soort staat op de Rode Lijst van de IUCN als niet bedreigd, beoordelingsjaar 2009.